# آندرس مونتانو
آندرس مونتانو (به انگلیسی: Andrés Montaño،  زادهٔ ۶ آوریل ۱۹۹۰) یک کشتی‌گیر فرنگی‌کار اهل کشور اکوادور است. وی سابقه حضور در المپیک ۲۰۲۴ پاریس را دارد.